# Palazzo Spinola (Campo Ligure)
Il palazzo Spinola è un edificio civile situato nel comune di Campo Ligure, in piazza Vittorio Emanuele II, nella città metropolitana di Genova.

## Storia e descrizione
Situato nel centro dell'antico nucleo storico di Campo Ligure, fu edificato nella prima metà del XIV secolo dai marchesi Spinola che, precedentemente dimoravano nel Palazzo del Principe, ancora oggi esistente sul lato ovest della piazza del paese. Durante l'incendio del borgo - appiccato dalle truppe della Repubblica di Genova il 22 luglio del 1600 - l'edificio non subì danni strutturali perché difesi dei soldati genovesi su ordine degli Spinola, a differenza del resto del paese.
Fu ampliato nel 1693, servendosi per la costruzione pietre del vicino castello, e nuove passerelle aree permisero diversi collegamenti con palazzi vicini e il castello stesso. Alcuni disegni del ponte aereo sono ancora oggi presenti presso l'Archivio di Stato di Genova. Furono svolti anche lavori all'interno del palazzo quale la costruzione di una piccola corte e il rifacimento delle decorazioni dei prospetti. Secondo una relazione della locale parrocchia, datata al 1751, è stato possibile evincere la presenza al suo interno di due cappelle della cui esistenza però non si trovano tracce.
Nella seconda metà del XIX secolo ormai non più residenza signorile fu sede degli uffici comunali - pur rimanendo proprietà della famiglia Spinola - e sul finire del secolo adibito ad istituto scolastico. Oggi il palazzo è di proprietà privata.